# 蓝田经济开发区
蓝田经济开发区是中华人民共和国福建省漳州市龙文区下辖的省级开发区，同时亦为龙文区下辖的类似乡级单位，于2006年由蓝田、龙文两个省级工业区整合而成。经过近几年来的开发建设，目前已形成“一区四园”（即蓝田、龙文、朝阳、郭坑4个园区）发展格局，园区总规划面积达22.5平方公里，已开发面积15平方公里。

## 行政区划
蓝田经济开发区下辖以下村级行政区划单位：
朝阳村、蓝田经济开发区社区、红田社区和龙文工业开发区社区。